# Smith, Elder & Co.
Smith, Elder & Co. (también llamado: Smith, Elder, and Co.  o Smith, Elder and Co) era una empresa de editores británicos que fueron los más notables por las obras que publicadas en el siglo XIX.

## Historia
La firma fue fundada por George Smith (1789-1846) y Alexander Elder (1790-1876) y, continuó con éxito al mando de George Murray Smith (1824-1901). Se sabe que ya habían publicado en 1839.
Se caracterizan por la producción de la primera edición del Dictionary of National Biography (DNB, "Diccionario de Biografía Nacional").
La empresa logró su primer gran éxito con la publicación de Jane Eyre de Charlotte Brontë en 1847, bajo el seudónimo de "Currer Bell".
Otros grandes autores publicados por la empresa incluyen a Robert Browning, George Eliot, Elizabeth Gaskell, Thomas Hardy, Richard Jefferies, George MacDonald, Charles Reade, John Ruskin, Algernon Charles Swinburne, Alfred Tennyson y George Gissing.
Además, a partir de 1841, se publicó la Revista de Londres y Edimburgo (The London and Edinburgh Magazine). A partir de 1859, que publicó la revista Cornhill (The Cornhill Magazine).

## Libros publicados
- The Zoology of the Voyage of H.M.S. Beagle. Mammalia por George Robert Waterhouse, 1838-1839;
- Jane Eyre por Charlotte Brontë, 1847;
- Villete por Charlotte Brontë, 1853;
- Dictionary of National Biography, por Leslie Stephen, 1885 a 1901;
- Voyage of the Discovery (2 vols), por Robert Falcon Scott, 1905;
- Morocco in Diplomacy por Edmund Dene Morel, 1912;
- Jane Austen: Her Life and Letters, A Family Record por William y Richard Arthur Austen-Leigh, 1913;
- Scott's Last Expedition, Vols I and II, por Robert Falcon Scott, 1913